# Ruggero Raimondi
Ruggero Raimondi (Bologna, 3 oktober 1941) is een Italiaanse operazanger van het stemtype bas-bariton, die soms ook optreedt als acteur.

## Leven en loopbaan

### Vroege opleiding en carrière
Zijn stem rijpte vroeg tot zijn volwassen timbre, en op de leeftijd van vijftien deed hij auditie voor Francesco Molinari-Pradelli, die hem aanmoedigde om een operacarrière na te streven. Hij begon zijn zangstudie bij Ettore Campogalliani, en werd aanvaard op de leeftijd van zestien jaar als student aan het Conservatorio Giuseppe Verdi in Milaan. Hij vervolgde zijn studie in Rome, onder leiding van Teresa Pediconi en Maestro Piervenanzi.
Nadat hij de nationale wedstrijd voor jonge operazangers in Spoleto had gewonnen, debuteerde hij in dezelfde stad in de rol van Colline in La Bohème in het Festival dei Due Mondi. Vervolgens kreeg hij een kans aan het Teatro dell'Opera in Rome toen hem werd gevraagd in te springen in de rol van Procida in I vespri siciliani en hij een enorm succes had bij het publiek en de critici. De jonge zanger was aanvankelijk erg verlegen en stijfjes, maar zijn dirigenten hielpen hem, en hij was al snel een volleerde opera-acteur.

### Opera-, film- en televisiester
Raimondi's carrière breidde zich al snel uit naar de grote operahuizen in Italië (het Teatro La Fenice in Venetië, het Teatro Regio in Turijn, het Teatro Comunale in Florence) en in het buitenland, te beginnen met het Glyndebourne Festival (Don Giovanni in 1969). Zijn Scala-debuut was als Timur in Turandot in 1968, zijn Metropolitan Opera-debuut was als Silva in Ernani in 1970 en zijn Covent Garden-debuut was als Fiesco in Simon Boccanegra in 1972. In 1975 maakte hij zijn debuut aan de Paris Opera als Procida, gevolgd door de titelrol in Boris Godoenov en zijn debuut aan de Salzburger Festspiele in 1980 als de Koning in Aida. In 1986 leidde hij voor het eerst een productie van Don Giovanni, en hij besloot om ook een carrière als regisseur te volgen.
Enkele van zijn belangrijkste rollen zijn koning Filips in Verdi's Don Carlos, Fiesco in Verdi’s I due Foscari, de titelrol in Boris Godoenov (met inbegrip de film van Andrzej Zulawki) en Attila in Verdi's gelijknamige opera, Silva in Verdi's Ernani, Escamillo in Bizets Carmen (met inbegrip van de film van Francesco Rosi uit 1984 met Plácido Domingo en Julia Migenes); de titelrol in Don Giovanni (met inbegrip van de film van Joseph Losey uit 1978), graaf Almaviva in Mozarts Le nozze di Figaro en Don Alfonso in zijn Così fan tutte, de titelrol in Don Quichotte van Massenet, en Scarpia in een opname vanTosca, geproduceerd door Ardermann en in 1992 live verfilmd vanuit Rome met Plácido Domingo en Catherine Malfitano, uitgevoerd door Zubin Mehta. Hij maakte ook de televisiefilm Six characters in search of a singer.

## Opnamen

### Audio-opnamen
- A. Boito: Mefistofele, Deutsche Grammophon, 1987
- W.A. Mozart: Don Giovanni, Sony, 2006
- W.A. Mozart: Le nozze di Figaro, Decca, 2003
- M. Moessorgski: Boris Godoenov, Erato, 1989
- G. Puccini: Turandot, Deutsche Grammophon, 1990
- G. Rossini: Il barbiere di Siviglia, Deutsche Grammophon, 1993
- G. Rossini: Il barbiere di Siviglia, Decca, 2005
- G. Rossini: Il viaggio a Reims, Deutsche Grammophon, 1990
- G. Rossini: La Cenerentola, Decca, 2003
- G. Rossini: L'italiana in Algeri, Deutsche Grammophon, 1989
- G. Spontini: La Vestale, Deutsche Grammophon, 1984
- G. Verdi: Aida, Deutsche Grammophon, 1983
- G. Verdi: Aida, Deutsche Grammophon, 2005
- G. Verdi: Attila, Philips, 2005
- G. Verdi: Don Carlos, Deutsche Grammophon, 1990
- G. Verdi: Un ballo in maschera, Deutsche Grammophon, 1998

### Televisie
- 2008: Le Sanglot des Anges, miniserie van Jacques Otmezguine
- 2005: Così fan tutte, geregisseerd door Patrice Chéreau
- 2001: Il Turco in Italia, met Cecilia Bartoli in het Zurich Opera House
- 1992: Tosca: In the Settings and at the Times of Tosca, geregisseerd door Brian Large (met Malfitano and Domingo)
- 1992: Le nozze di Figaro, geregisseerd door Brian Large
- 1991: José Carreras and Friends: Opera Recital
- 1983: Ernani, geregisseerd door Kirk Browning (met Sherrill Milnes en Luciano Pavarotti)
- 1982: Verdi's Requiem
- 1981: Six personnages en quête d'un chanteur van Maurice Béjart
- 1980: Boris Godoenov, geregisseerd door Joseph Losey aan de Opéra national de Paris

## Filmografie
- 2001: Tosca van Benoît Jacquot, met Angela Gheorghiu en Roberto Alagna
- 1997: Les couleurs du Diable van Alain Jessua
- 1989: Boris Godounov van Andrzej Żuławski
- 1984: Carmen van Francesco Rosi, met Plácido Domingo
- 1983: Life is a Bed of Roses van Alain Resnais
- 1982: La Truite van Joseph Losey
- 1979: Don Giovanni van Joseph Losey, met José van Dam en Kiri Te Kanawa